# Kanton Guebwiller
Der Kanton Guebwiller ist seit 1790 ein französischer Wahlkreis im Arrondissement Thann-Guebwiller, im Département Haut-Rhin und in der Region Grand Est.

## Geschichte
Der Kanton wurde am 4. März 1790 im Zuge der Einrichtung der Départements als Teil des damaligen „Distrikts Colmar“ gegründet.
Mit der Gründung der Arrondissements am 17. Februar 1800 wurde der Kanton als Teil des damaligen Arrondissements Colmar neu zugeschnitten.
Von 1871 bis 1919 war das Gebiet Teil des damaligen Kreises Gebweiler, zu dem es keine weitere Untergliederung gab.
Am 28. Juni 1919 wurde der Kanton Teil des Arrondissements Guebwiller.
Am 22. März 2015 wurde der Kanton in seinem Zuschnitt verändert und dabei deutlich vergrößert.
Siehe auch Geschichte Département Haut-Rhin und Geschichte Arrondissement Guebwiller.

## Geografie
Der Kanton grenzte bis 2014 im Norden an den Kanton Munster im Arrondissement Colmar, im Nordosten an den Kanton Rouffach, im Südosten und Süden an den Kanton Soultz-Haut-Rhin und im Westen an den Kanton Saint-Amarin im Arrondissement Thann.
Der heutige Kanton Guebwiller grenzt im Nordwesten und Norden an den Kanton Wintzenheim, im Osten an den Kanton Ensisheim, im Südosten an den Kanton Wittenheim sowie im Südwesten an den Kanton Cernay.
Keine der bisherigen Gemeinden des Kantons wechselte zu anderen Kantonen. Hinzu kamen sieben Gemeinden aus dem Kanton Soultz-Haut-Rhin (7 der 11 Gemeinden).

## Gemeinden
Der Kanton besteht aus 18 Gemeinden mit insgesamt 35.706 Einwohnern (Stand: 1. Januar 2022) auf einer Gesamtfläche von 169,87 km²:
| Gemeinde                | Elsässisch      | Deutsch         | Einwohner (2022) | Fläche (km²) | Code postal | Code Insee |
| ----------------------- | --------------- | --------------- | ---------------- | ------------ | ----------- | ---------- |
| Bergholtz               | Bargholz        | Bergholz        | 1.073            | 4,24         | 68500       | 68029      |
| Bergholtzzell           | Bargholzzàll    | Bergholzzell    | 390              | 2,29         | 68500       | 68030      |
| Buhl                    | Beel            | Bühl            | 3.122            | 8,80         | 68530       | 68058      |
| Guebwiller              | Gawiller        | Gebweiler       | 11.090           | 9,68         | 68500       | 68112      |
| Hartmannswiller         | Hàrtmànnswiller | Hartmannsweiler | 666              | 4,78         | 68500       | 68122      |
| Issenheim               | Ìsene           | Isenheim        | 3.534            | 8,18         | 68500       | 68156      |
| Jungholtz               | Jungholz        | Jungholz        | 900              | 4,00         | 68500       | 68159      |
| Lautenbach              | Lütebàch        | Lautenbach      | 1.510            | 13,02        | 68610       | 68177      |
| Lautenbachzell          | Lütebàchzall    | Lautenbachzell  | 963              | 23,14        | 68610       | 68178      |
| Linthal                 | Líntel          | Linthal         | 588              | 20,84        | 68610       | 68188      |
| Merxheim                | Marxe           | Merxheim        | 1.341            | 9,10         | 68500       | 68203      |
| Murbach                 | Müerbe          | Murbach         | 165              | 6,66         | 68530       | 68229      |
| Orschwihr               | Orschwihr       | Orschweier      | 1.021            | 7,09         | 68500       | 68250      |
| Raedersheim             | Radersche       | Rädersheim      | 1.154            | 5,69         | 68190       | 68260      |
| Rimbach-près-Guebwiller | Rímbàch         | Rimbach         | 211              | 4,84         | 68500       | 68274      |
| Rimbachzell             | Rímbàchzall     | Rimbachzell     | 190              | 1,79         | 68500       | 68276      |
| Soultz-Haut-Rhin        | Sulz            | Sulz            | 7.019            | 29,56        | 68360       | 68315      |
| Wuenheim                | Wüene           | Wünheim         | 769              | 6,17         | 68500       | 68381      |
| Kanton Guebwiller       | Gawiller        | Gebweiler       | 35.706           | 169,87       | -           | 6807       |

Bis zur landesweiten Neuordnung der französischen Kantone im März 2015 gehörten zum Kanton Guebwiller die elf Gemeinden Bergholtz, Bergholtzzell, Buhl, Guebwiller, Lautenbach, Lautenbachzell, Linthal, Murbach, Orschwihr, Rimbach-près-Guebwiller und Rimbachzell. Sein Zuschnitt entsprach einer Fläche von 102,38 km2. Er besaß vor 2015 einen anderen INSEE-Code als heute, nämlich 6808.

## Politik
Im 1. Wahlgang am 22. März 2015 erreichte keines der fünf Wahlpaare die absolute Mehrheit. Bei der Stichwahl am 29. März 2015 gewann das Gespann Alain Grappe/Karine Pagliarulo (beide UD) gegen Sylvain Marcelli/Carine Zoller-Abraham (beide FN) mit einem Stimmenanteil von 58,35 % (Wahlbeteiligung:50,37 %).
Seit 1945 hat der Kanton folgende Abgeordnete im Rat des Départements:
| Vertreter im conseil général des Départements | Vertreter im conseil général des Départements | Vertreter im conseil général des Départements                          |
| Amtszeit                                      | Name                                          | Partei                                                                 |
| --------------------------------------------- | --------------------------------------------- | ---------------------------------------------------------------------- |
| 1945–1961                                     | Alfred Haedrich                               | MRP                                                                    |
| 1961–1976                                     | François Throo                                | MRP, danach Centre démocrate (CD)                                      |
| 1976–1998                                     | Charles Haby                                  | Union des démocrates pour la République (UDR), dann RPR und danach DVD |
| 1998–2011                                     | Daniel Weber                                  | RPR, danach UMP                                                        |
| 2011–2015                                     | Alain Grappe                                  | UMP                                                                    |
| 2015–                                         | Alain Grappe Karine Pagliarulo                | Union de la droite                                                     |